# 호문쿨루스 (영화)
《호문쿨루스》(일본어: ホムンクルス)는 2021년 개봉한 일본의 스릴러 미스터리 공포 영화다. 동명의 만화가 원작이다.
넷플릭스에는 2021년 4월 22일 공개했다.

## 출연진

### 주연
- 아야노 고 - 나코시 스스무 역
- 나리타 료 - 이토 마나부 역
- 키시이 유키노 - 수수께끼의 여자 역

### 조연
- 이시이 안나 - 여고생 1775 역
- 우치노 마사아키 - 조장 역